# لانگ‌تیل اوییشن
لانگ‌تیل اوییشن (به انگلیسی: Longtail Aviation) یک شرکت هواپیمایی است که در تاریخ ۱۹۹۹ میلادی تأسیس شده است. دفتر مرکزی لانگ‌تیل اوییشن در سنت جورج، برمودا واقع شده‌است و قطب این شرکت هواپیمایی در فرودگاه بین‌المللی ال. اف. وید قرار دارد.